# Ed Vaizey
Ed Vaizey, né le 5 juin 1968, est un homme politique, ministre britannique. 
Fils du baron Vaizey (en) et membre du Parti conservateur, il fut élu député pour la circonscription de Wantage dans l'Oxfordshire en 2005 étant réélu en 2010, 2015 et 2017. 
Ministre à la Culture et aux Arts sous Cameron, il est promu ministre d'État dans le même ministère depuis 2016 sous Theresa May.